# Frits Flinkevleugel
Frederik Arnoldus Flinkevleugel (3 de noviembre de 1939 - 10 de abril de 2020) fue un futbolista neerlandés que jugó como lateral derecho.

## Biografía
Nacido en Ámsterdam, Flinkevleugel jugó para DWS y FC Amsterdam. Ganó el campeonato holandés en 1964 con DWS.
También ganó 11 partidos con el equipo nacional holandés entre 1964 y 1967. 
Flinkevleugel era dueño de una tienda de cigarros en Ámsterdam. Murió el 10 de abril de 2020, a los 80 años.